# Ezequiel Filippetto
Ezequiel Nicolás Filipetto (Ciudad de Buenos Aires, Argentina, 9 de diciembre de 1987) es un futbolista argentino profesional. Juega de defensa central. Actualmente en Sportivo Italiano, primera B metropolitana.

## Trayectoria
Surgido de las divisiones menores del Club Atlético Vélez sarsfield, en Argentina. En 2008 hace su debut profesional en el Club Atlético Huracán de la Primera División, permaneciendo en el mismo durante 4 temporadas. En el año 2009 formó parte del denominado equipo "Los Ángeles de Cappa" bajo la conducción de Ángel Cappa, logrando el Subcampeonato, en un polémico partido contra el Club Atlético Vélez Sarsfield.
En el 2012 se incorpora al Club Almirante Brown, de la Primera B nacional del fútbol Argentino, durante una temporada.
En el 2014 emigra a Bolivia, donde se oficializa su incorporación al Club Universitario de Sucre, dando comienzo a su carrera internacional, luego de una temporada de crecimiento y rendimiento individual y grupal, el 25 de mayo de 2014 se consagra Campeón de la Primera División del Fútbol Boliviano del Torneo Clausura 2014.
Además de llegar a octavos de final ganado dos fases previas en la Copa Sudamericana.
El año 2015 tuvo una muy buena participación en la copa Libertadores de América, donde logra un desempeño brillante y destacado, junto al Universitario de Sucre logran llegar a los octavos de final, disputando un partido emblemático al Tigres de México, pero el empate no fue suficiente para acceder a la siguiente fase.
Luego de casi 2 temporadas en Bolivia, donde se consagró Campeón e hizo su debut tanto en la Copa Sudamericana 2014 como en la Copa Libertadores 2015, llega lo anhelado y arriba por primera vez a la Liga del Fútbol Europeo en Rumania de la mano del Pandurii F.C.
En el 2016 pasa a jugar al Deportivo Cuenca, club de la Primera División de Ecuador, en donde a fines del 2016 logran la clasificación a la Copa Sudamericana 2017 y se mete en el Top Ten de los mejores extranjeros del 2016 por Ecuagol, luego de un gran desempeño en la temporada 2016 en el Club Deportivo Cuenca.
2017 logra su incorporación al Zamora F.C., de Primera División del Fútbol Venezolano, disputando por segunda vez la Copa Libertadores 2017.
2018 se incorpora al Club Atlético Alvarado, de la ciudad de Mar del Plata, del Fútbol Argentino, para luego arribar finalmente al Club Atlético Barracas Central de la Primera B Metropolitana logrando luego de un año, más que brillante y junto a un gran equipo, con el cual han llamado la atención de todas las categorías, ascender al Club a la B Nacional del Fútbol Argentino y quedar en la historia del mismo.
Desde el 2024 en Club Sportivo Italiano, primera B metropolitana.

## clubes
| Club                           | País      | Año             | PJ  | Goles |
| ------------------------------ | --------- | --------------- | --- | ----- |
| Huracán                        | Argentina | 2008 - 2012     | 110 | 2     |
| Almirante Brown                | Argentina | 2012 - 2013     | 23  | 1     |
| Universitario de Sucre         | Bolivia   | 2014 - 2015     | 45  | 2     |
| Pandurii                       | Rumania   | 2015            | 16  | 2     |
| Deportivo Cuenca               | Ecuador   | 2016 - 2017     | 39  | 3     |
| Zamora F.C.                    | Venezuela | 2017            | 22  | 2     |
| Club Atlético Alvarado         | Argentina | 2017 - 2018     | 4   | 0     |
| Club Atlético Barracas Central | Argentina | 2018 - 2021     | 45  | 1     |
| Club Atlético San Telmo        | Argentina | 2021            | 11  | 1     |
| Estudiantes de San Luis        | Argentina | 2022 2023       | 0   | 0     |
| Club Sportivo Italiano         | Argentina | 2024 actualidad |     |       |

| Título                        | Club             | País      | Año  |
| ----------------------------- | ---------------- | --------- | ---- |
| Ascenso a la Liga Profesional | Barracas Central | Argentina | 2021 |